# 魏冄
魏 冄（ぎ ぜん、拼音: Wèi Rǎn、生没年不詳）は、中国戦国時代に秦に仕えた楚の公族出身の政治家。姓は羋、氏は魏で別名を魏厓または魏焻とも書かれる。封ぜられた地から穣公・陶公とも呼ばれる。秦の恵文君（恵文王）・武王・昭襄王の三王に仕え、丞相・相国となり権勢を誇った。
昭襄王時代に秦で権勢を振るった自身と異父同母姉である宣太后、左丞相を務めた華陽君（羋戎）と併せて三貴、または自身と華陽君（羋戎）、昭襄王の弟である高陵君（公子巿）・涇陽君（公子悝）を指して四貴とも称される。

## 生涯

### 前歴
宣太后（恵文君夫人）の弟で、恵文君の義弟に当たる。宣太后の一族の兄弟、甥の中でも最も賢かったため、恵文君の時から職に任ぜられ、国政に携わった。
武王4年（紀元前307年）、武王が急逝し、その弟たちで王位継承争いが起こった。その際に魏冄だけが燕にいた昭襄王を擁立した。魏冄の導きで、昭襄王は王位についた。魏冄は将軍となり、咸陽の守備にあたるようになった。
昭襄王は年少で即位したため、母である宣太后が摂政し、その弟であった魏冄が実権を握るようになった。
昭襄王2年（紀元前305年）、先の後継者争いに敗れた公子壮は兄弟の公子雍ら昭襄王の即位に不満を抱く勢力を結集し、反乱を起こした（庶長荘の反乱、季君の乱）。この乱は魏冄らにすぐに鎮圧された。反乱を起こした者らで昭襄王の兄弟で従わない者は全て滅ぼされ、武王の母の恵文后も処刑、武王后は故国の魏に追放され、この乱をきっかけに魏冄の権力はますます強まっていった。

### 宰相として
昭襄王10年（紀元前297年）、趙の楼緩が秦に来て宰相となった。趙はこれを自国の不利になると考え、仇液という者を遣わせて、楼緩を罷免して魏冄を宰相とするように請うた。秦はこれを受け入れ、昭襄王12年（紀元前295年）に魏冄は宰相となった。
昭襄王14年（紀元前293年）、魏冄は白起を登用した。白起は昭襄王に重用されていた向寿に代わって将軍となり、韓・魏を攻めて伊闕の地で大勝した。昭襄王15年（紀元前292年）、魏冄は病のため、請うて宰相を辞め客卿の燭寿がその後任となった。しかし昭襄王16年（紀元前291年）、燭寿は罷免され魏冄が再び宰相となった。この際に穣（現在の河南省南陽市鄧州市）の地に封じられ、さらにかつての春秋時代の曹の首都だった陶（現在の山東省菏沢市定陶区）も増封された。魏冄はこの封ぜられた地から穣侯・陶公と号した。
昭襄王17年（紀元前290年）には魏を討った。魏冄は魏の河内の地を攻略し、60余りの城を陥れることに成功した。その後、昭襄王24年（紀元前283年）にまた宰相を罷免されたが、昭襄王26年（紀元前281年）に三度宰相となる。このように、魏冄は宰相を何度も免ぜられているがその度に返り咲いている。
昭襄王29年（紀元前278年）、魏冄は白起に命じて楚を討たせた。楚の首都郢を落として秦の版図とした。白起は武安君に封じられた。
昭襄王31年（紀元前276年）には相国となり、秦では魏冄に並ぶものがいないほどの権勢を誇るようになった。

### 失脚と追放
同年、魏冄は自ら兵を率いて魏を討った。魏の武将芒卯を敗走させ、魏の国都の大梁を包囲するまでに至った。この際、魏の大夫須賈の説得で包囲を解き兵を引き上げた。しかし昭襄王32年（紀元前275年）、魏が秦に背いて斉と従親したので、再び魏を討った。またもや大梁に迫り、芒卯と援軍に訪れた韓の武将暴鳶の軍を破った。この功で封邑を追加された。
昭襄王33年（紀元前274年）、白起や客卿の公孫胡昜とともに、趙・韓・魏を攻めた。再び魏の武将芒卯を趙将賈偃ともども華陽の城下で破り、魏・趙の地を取った。魏冄は趙に援軍を求め斉を討とうとしていた。 斉の襄王はこれを恐れて説客の蘇代に命じて魏冄に書を送ってきたため、兵を引き上げた。しかし昭襄王36年（紀元前271年）、魏冄は客卿の進言を聴き入れて斉を討った。これは自己の封邑である陶を広めるためで、斉の地を得て自身の領地に組み込んだ。
一方范雎が昭襄王に取り立てられ、宣太后が専制であること、魏冄が諸侯に対してほしいままに権力を振るい、魏冄の弟の華陽君や、昭襄王の弟の高陵君・涇陽君らが奢侈で王室よりも裕福なことを述べた。范雎を信任した昭襄王は魏冄の相国位を罷免し、華陽君・高陵君・涇陽君らを函谷関の外に追放し、それぞれの封地に移住させた。
魏冄は封地の陶で天寿を全うした。魏冄の死後、秦は陶を回収した。魏冄が函谷関から出たときの荷車は千乗余りもあったという。魏冄の富は王室を大きく凌いでいた。

## 評価
宰相として内政を行うだけでなく、自らも将軍として戦地に赴くなど軍事に優れた面もあった。しかし、魏冄自身の封地や異父同母弟の華陽君羋戎、昭襄王の弟の高陵君・涇陽君などを富ませるための戦役が多かった。
最も大きな評価は白起の登用・重用である。宰相魏冄・将軍白起の秦の内外の両輪は当時無敵であり、特に白起は常勝であった。宰相魏冄の内政・外征は、公私混同ではあったが、他国の力を大きく削り、秦の国力を大きく肥大させた。
『史記』穣侯列伝では、「黄河の中流とその向こうの山地をとりこみ、大梁の都を包囲して、諸侯たちが手を縮め、秦に仕えるようになったのは、魏冄の功であった。ゆえに穣侯列伝第十二を作る」と列伝の12巻に「穣侯列伝」として取り上げられている。司馬遷は列伝に「貴賤を問わず、正義を保持し、ひとに屈せず、機を失わずして世にあらわれた人々」を取り上げており、列伝70巻のうち比較的最初の方に取り上げていることから、司馬遷の評価は高かったと思われる。